# Saint-Nicolas-de-Redon
Saint-Nicolas-de-Redon település Franciaországban, Loire-Atlantique megyében. Lakosainak száma 3304 fő (2022. január 1.). Saint-Nicolas-de-Redon Rieux, Redon, Sainte-Marie, Avessac és Fégréac községekkel határos.

## Népesség
A település népessége az elmúlt években az alábbi módon változott:
| Lakosok száma | 2568 | 2951 | 2917 | 2935 | 3150 | 3157 | 3179 | 3245 | 3280 | 3304 |
|               | 1968 | 1982 | 1990 | 2006 | 2013 | 2015 | 2017 | 2019 | 2020 | 2022 |